# Leben und Sterben des Colonel Blimp
Leben und Sterben des Colonel Blimp (Originaltitel: The Life and Death of Colonel Blimp) ist ein britisches Filmepos in Technicolor des britischen Filmemacher-Duos Michael Powell und Emeric Pressburger aus dem Jahr 1943. In den Hauptrollen spielen Roger Livesey, Adolf Wohlbrück und Deborah Kerr.
Der Filmtitel greift die satirische Comicsfigur Colonel Blimp von David Low auf, obwohl keine Figur dieses Namens auftritt. Stattdessen handelt der Film vom abwechslungsreichen Leben des britischen Offiziers Clive Candy, der zwischen dem Burenkrieg 1902 und dem Zweiten Weltkrieg in den Rängen des britischen Militärs aufsteigt. Zu seiner Entstehungszeit sorgte der Film für Kontroversen, da er satirische Seitenhiebe auf das Militär beinhaltete und ein differenziertes Bild der Deutschen zeichnete. Inzwischen wird er allgemein als Meisterwerk der Filmgeschichte angesehen.

## Handlung
England während des Zweiten Weltkrieges: Britische Soldaten sollen in einer Übung den Überfall der Deutschen auf London nachstellen. Der Anführer der Angreifer ist Lieutenant „Spud“ Wilson, der – entgegen der Abmachung, dass die Übung um Mitternacht starten soll – bereits um sechs Uhr verfrüht den Angriff startet. Spud begründet diesen Regelbruch damit, dass auch die Feinde Großbritanniens sich nicht mehr an Abmachungen halten würden und man besser davor gewappnet sein müsse. Der Angriff der jungen Soldaten trifft die älteren Offiziere unvorbereitet in einem türkischen Bad. Kommandant der älteren Offiziere ist der Major General Clive Wynne-Candy, der wütend protestiert, dass der Krieg doch erst um Mitternacht beginnen sollte. Als Lieutenant Spud eine Bemerkung über Wynne-Candys Bauchumfang und Alter macht, wirft der alte General ihn kurzerhand ins Schwimmbecken und kämpft mit ihm. Im Folgenden wird in einer Rückblende die Lebensgeschichte von Clive Wynne-Candy erzählt.
1902: Der soeben für seinen tapferen Einsatz ausgezeichnete, junge Lieutenant Clive Candy erhält einen Fronturlaub vom Burenkrieg nach Großbritannien. Sein Urlaub wird gestört, als er per Brief von einer in Deutschland tätigen Englischlehrerin erfährt, dass dort ein Mann namens Kaunitz anti-englische Propaganda betreibe. Entgegen den Anweisungen seines Vorgesetzten reist Candy nach Berlin, um diese Propaganda einzudämmen und es seinem alten Bekannten Kaunitz heimzuzahlen. Dort begegnet ihm Edith Hunter, die Englischlehrerin. Candy stürzt sich mit Eifer auf seine Aufklärungsaufgabe, allerdings stellt er sich ungeschickt an und beleidigt dabei den Korpsverband, welchem Kaunitz angehört. Nach dieser Beleidigung wird er vom Korpsverein zu einem Fechtduell mit dem am Disput eigentlich unbeteiligten preußischen Offizier Theodor Kretschmar-Schuldorff gefordert. Das Duell endet damit, dass sie beide in eine Klinik eingeliefert werden, wo sie dann beim Kartenspielen gute Freunde werden. Edith besucht Candy regelmäßig im Krankenhaus und verliebt sich dabei in Theodor. Er und Edith werden ein Paar und verloben sich, was Candy fröhlich begrüßt. Erst auf der Rückreise nach England bemerkt Candy, dass auch er Edith geliebt hat, die mit Theo in Berlin geblieben ist. Der einsame Mann stürzt sich in den nächsten Jahren in die Großwildjagd in Afrika.
1918: Europa liegt am Ende des Ersten Weltkriegs in Trümmern. Die britische Armee steht auf der Siegerseite, was Candy – inzwischen im mittleren Alter und Brigadegeneral – darauf zurückführt, dass die nach Recht und Anstand agierende Partei immer gewinnen wird („right is might“). In Frankreich lernt er am Abend vor Kriegsende die britische Krankenschwester Barbara Wynne kennen, die seiner ehemaligen Liebe Edith haargenau gleicht. Zurück in England sucht Candy die wesentlich jüngere Barbara auf und bald heiraten sie. Unterdessen ist Theo in englischer Kriegsgefangenschaft und trauert der Niederlage Deutschlands nach. Candy besucht seinen Freund und benimmt sich, als sei nichts passiert, doch der verbitterte Theo behandelt ihn abweisend. Kurz bevor Theo nach Deutschland zurückkehrt, entschuldigt er sich bei Wynne-Candy für die Abweisung und nimmt dessen Einladung zu einer Dinnerparty an. Auf der Dinnerparty wird Theo von den britischen Freunden Candys zwar gut behandelt, doch Theo bleibt angesichts der harten Bedingungen im Versailler Vertrag skeptisch, ob sein Land fair behandelt wird.
Zu Beginn des Zweiten Weltkrieges. Theo stellt einen Antrag auf britisches Asyl und erzählt dabei seine weitere Lebensgeschichte: Aus der deutschen Armee wurde er nach dem Krieg durch die im Friedensvertrag erzwungene Reduzierung der Truppenstärke nach dem Ersten Weltkrieg entlassen; seine Frau Edith ist 1933 verstorben, kurz bevor sie vor den Nationalsozialisten in ihre alte Heimat nach England auswandern wollten; seine beiden Kinder sind im Gegensatz zu ihm überzeugte Nazis geworden, zu ihnen hat Theo keinerlei Kontakt mehr. Und wieder begegnen sich nun Theo und Candy, der noch immer beim Militär ist und sich für die Gewährung des Asyls bei seinem alten Freund einsetzt. Auch Wynne-Candys Frau Barbara ist inzwischen verstorben. Eine neue junge Frau tritt in das Leben der beiden Witwer: Angela ist die Chauffeurin des inzwischen zum Major General aufgestiegenen Wynne-Candy und gleicht sowohl Edith als auch Barbara. Anlässlich der Operation Dynamo soll Wynne-Candy eine Rede im BBC-Rundfunk halten, in der er äußern will, dass er lieber anständig verlieren als mit den bösen Methoden des Feindes gewinnen wolle. Die geplante Rede wird jedoch kurzerhand von oberster Stelle abgeblasen und Wynne-Candy in den Ruhestand versetzt. Theo gibt seinem alten Freund zu bedenken, dass er den Kampf gegen Nazi-Deutschland auch mit härteren Methoden als denen eines Gentlemans führen müsse, um zu gewinnen, denn die Konsequenzen einer Niederlage wären noch schrecklicher. Nach Ermutigungen von Theo und Angela kümmert sich Wynne-Candy nun mit ganzer Kraft um die Leitung der British Home Guard, was dem alten General neue Anerkennung einbringt. Während eines Luftwaffenangriffs wird sein Haus zerstört, woraufhin er in den Offiziersclub umziehen muss.
Hier endet die Rückblinde und schließt wieder in die Gegenwart zu Beginn des Filmes auf: Der alte Candy leitet die Übung der British Home Guard, bei der Leutnant „Spud“ Wilson – der Freund von Angela, wie sich herausstellt – sich über die Vorgaben hinwegsetzt und früher angreift, wodurch er Wynne-Candy im türkischen Bad überrascht. Die alten Regeln von Fairness im Krieg, die bisher immer seine Maxime waren, gibt es nicht mehr. Vergeblich hatte Angela noch versucht, den General vor dem „Angriff“ ihres Freundes zu warnen. Am Tag nach der Übung finden Angela und Theo den General vor dem Platz, wo sein Haus vor dessen Zerstörung gestanden hatte. Wynne-Candy gibt Angela und ihrem Freund Spud eine Einladung zu einem Versöhnungsessen, wobei er sich daran erinnert, wie er selbst einst 1902 von einem alten Vorgesetzten zum Essen eingeladen wurde, nachdem er den diplomatischen Vorfall in Berlin angestellt hatte.
Jahre zuvor hatte Wynne-Candy seiner Frau in Scherz und Liebe versprochen, dass er sich nicht verändere, bis sein Haus geflutet ist und es ein See geworden sei. Als er sieht, dass aus seinem Grundstück eine Zisterne gemacht wurde, bemerkt er, dass der See nun hier sei und er sich immer noch nicht verändert habe. Zum Schluss salutiert Wynne-Candy der vorübergehenden Garde junger Männer.

## Hintergrund

### Vorproduktion
Laut den Regisseuren Michael Powell und Emeric Pressburger kam ihnen die Idee zum Film durch eine Szene ihres vorherigen Filmes One of Our Aircraft Is Missing (1942). In diesem Kriegsfilm äußert sich ein älterer Soldat gegenüber einem jüngeren Soldat in einer Szene, die letztlich aus dem fertigen Film geschnitten wurde: „You don't know what it's like to be old.“ („Du weißt nicht, wie es ist, alt zu sein“). Laut einem Interview mit Michael Powell hatte der Filmeditor von One of Our Aircraft ist Missing, der spätere Star-Regisseur David Lean, sie auf die Idee zum Film gebracht, indem er beim Herausschneiden der Szene bemerkt hätte, dass die Prämisse dieser Unterhaltung einen eigenen Film wert sei.
Schließlich wurde die beliebte Comicfigur „Colonel Blimp“ von David Low, die seit den 1930er-Jahren im Evening Standard erschien und eine große Fangemeinde gewonnen hatte, als weitere Inspiration genommen und schließlich auch im Filmtitel The Life and Death of Colonel Blimp erwähnt. Low karikierte in seinen Comics einen wichtigtuerischen und starrsinnigen Armeeangehörigen fortgeschrittenen Alters, der veraltete Überzeugungen vertritt und sich regelmäßig blamiert. Dabei rollt der Film die Lebensgeschichte des alten Wynne-Candy auf, der zunächst wie die Comicfigur des Colonel Blimp reaktionär und jähzornig erscheint und ihm auch äußerlich gleicht. In der Rückblende lernt man jedoch Wynne-Candy näher kennen und er wird zu einem Sympathieträger, sodass sich das anfängliche Bild von ihm revidiert. Entgegen dem Filmtitel stirbt Candy, der ja in gewisser Weise für Blimp steht, nicht. Vielmehr muss er aber seine alten, „blimp-artigen“ Tugenden von Ehre und Fairness im Laufe des Zweiten Weltkrieges begraben, um seinem Land weiter nützlich zu sein.

### Crew und Besetzung
Michael Powell war gebürtiger Brite und wuchs in Kent auf, Emeric Pressburger war dagegen ein ungarischer Jude. In den frühen 1930er-Jahren war Pressburger bei der UFA in Berlin beschäftigt, bis er mit der nationalsozialistischen Machtergreifung über einen Aufenthalt in Paris im Jahr 1936 nach England flüchtete. Er fand erst nach Kriegsende heraus, dass seine Mutter und viele Verwandte in Auschwitz gestorben waren. Pressburgers Enkel Kevin Macdonald schrieb 2015, dass sein Großvater sich später Vorwürfe gemacht habe, nicht seine Mutter mit nach Großbritannien geholt zu haben. Im hohen Alter wurde er mit einsetzender Senilität von dem Gedanken geplagt, die Nazis würden ihn noch immer verfolgen. Trotzdem hatte Pressburger eine Zuneigung zur deutschen Kultur, was insbesondere in seinen Drehbüchern für britische Propagandafilme wie „Colonel Blimp“ deutlich wird, die trotz ihrer Intention nicht Deutsche mit Nazis gleichsetzen und meist nuancierte Charakterisierungen wie auch bei der Figur des Theo bieten würden.
Neben Powell und Pressburger war auch der Rest der Besetzung und Filmcrew von „Colonel Blimp“ international: Ein deutsch-jüdischer Komponist (Allan Gray), ein tschechischer Kostümdesigner (Joseph Bato), ein deutscher Szenenbildner (Alfred Junge), ein französischer Kameramann (Georges Périnal) und Hauptdarsteller aus Schottland (Deborah Kerr), Wales (Roger Livesey) und Österreich (Adolf Wohlbrück). Oft argumentierten Powell und Pressburger, aber auch Kritiker, das durch diese internationale Perspektive ihre Filme interessanter werden würden. Beispielsweise war Adolf Wohlbrück (im englischen Exil war sein Künstlername Anton Walbrook), der den Theodor spielt, ein erfolgreicher Star bei der Ufa gewesen. Da er den Nationalsozialismus verabscheute, nach deren Vorstellungen „Halbjude“ und überdies homosexuell war, wanderte er Mitte der 1930er-Jahre nach England aus und wurde in der britischen Filmindustrie neben Conrad Veidt der einzige emigrierte Schauspieler mit Starruhm. Wohlbrück hatte bereits 1941 im Powell&Pressburger-Film 49th Parallel den Anführer einer Gruppe Deutschkanadier gespielt, der mit einer eloquenten Rede den Nationalsozialismus ablehnt. Bereits mit 49th Parallel hatten Powell und Pressburger Kontroversen erzeugt, da sie die Hauptfigur eines deutschen U-Boot-Offiziers als auf gefährliche Weise intelligent angelegt hatten.

### Kontroverse mit Churchill
Auch Life and Death of Colonel Blimp brachte dem Filmemacher-Duo Ärger ein: Das britische Informationsministerium war der Meinung, dass der Film keine überzeugende Propaganda sei und die „Überkomplikation von Ideen“ gefährlich sei. Das Kriegsbüro fand, dass die Deutschen im Film nicht fies genug wirkten. Schon im frühen Stadium der Arbeit an dem Film beschäftigte sich auch Winston Churchill trotz seiner Aufgaben als Premierminister nicht wenig mit dem Film, den er möglichst verhindern wollte. In einem Memorandum an seine Mitarbeiter schrieb er:
„(...) schlagen sie mir die notwendigen Maßnahmen vor, um diese dummköpfige Produktion aufzuhalten, bevor sie weiter geht. Ich bin nicht bereit Propaganda zu erlauben, die schädlich für die Moral der Armee ist, und ich bin sicher das Kabinett wird alle notwendigen Maßnahmen treffen. Wer sind die Leute dahinter?“ (Pray propose to me the measures necessary to stop this foolish production before it gets any further. I am not prepared to allow propaganda detrimental to the morale of the Army, and I am sure the Cabinet will take all necessary action. Who are the people behind it?)
Als das Informationsministerium ihm schrieb, dass es nicht die nötige Autorität habe, den Film aufzuhalten, schrieb Churchill in einem Memorandum, dass er „jede Spezialgenehmigung, die sie vielleicht brauchen“ genehmigen würde. Es wurde unter anderem von Ian Christie auch spekuliert, dass Churchills Ablehnung des Films dadurch intensiviert wurde, dass er sich in der Figur des Clive Candy parodiert sah. In seinem Buch The Life and Death of Colonel Blimp von 1994 vermutet der britische Filmhistoriker Christie, dass Churchill die Figur des Wynne-Candy als Parodie auf sich gesehen hat und führt einige Ähnlichkeiten zwischen Churchill und der fiktiven Figur des Wynne-Candy an. Beide stammten aus derselben Generation und dienten im Burenkrieg sowie im Ersten Weltkrieg. David Chapman lässt Christies These zwar stehen, merkt aber auch an, dass Churchill im Gegensatz zu der Figur des Wynne-Candy die Gefahren des Nationalsozialismus und des Zweiten Weltkrieges erkannt habe, er also nicht unbedingt eine „Blimp“ische Figur gewesen sei.
Ein anderer Grund könnte gewesen sein, dass vom Film eine gewisse Wehmut gegenüber alten Zeiten und Traditionen ausging, wie sie vom konservativen Wynne-Candy verkörpert werden. Zwar will sich auch dieser am Ende des Filmes verändern und dem deutschen Feind mit härteren Methoden die Stirn bieten, doch entstehe beim Zuschauer zugleich das Gefühl, dass man für den Kriegsgewinn auch positive Dinge hinter sich lassen müsse. Olaf Möller schreibt: „Und davor hatte Churchill Angst: Vor der Darstellung der Gewaltigkeit dieses Verlustes. England würde ein anderes sein, und kein Besseres.“ Damit ähnelte Leben und Sterben des Colonel Blimp in gewisser Weise der geplanten Rundfunkansprache von Wynne-Candy im Film, welche verhindert wird, da er in dieser auf die alten Regeln des Fairplay mit dem Feind pochen will.
Der Film wurde nach Sichtungen des Kriegs- und Informationsministeriums letztlich freigegeben. Informationsminister Brendan Bracken fürchtete nämlich bei einem Verbot eine Kontroverse über die Kunstfreiheit britischer Filmemacher und damit verbundener Vorwürfe, man rücke in die Nähe der streng kontrollierten Propaganda Deutschlands.
Ein paar Steine wurden dem Film aber in den Weg gelegt: So war Powell und Pressburgers Wunschkandidat für die Rolle des Clive eigentlich Großbritanniens berühmtester Schauspieler Laurence Olivier, der gerade bei der Navy diente und mit dem Powell bereits zuvor zwei Filme gedreht hatte. Olivier wurde die Freigabe für den Film verweigert, sodass Powell in der Besetzung auf den weniger bekannten Roger Livesey ausweichen musste. Ein Star vom Kaliber eines Olivier sollte nicht an einem Film, der als so kritisch empfunden wurde, mitwirken. Für Livesey, der sonst zumeist als Nebendarsteller in Erscheinung trat, bedeutete dies den Höhepunkt seiner Filmkarriere.
Nach der Premiere im Juni 1943 gab es außerdem ein bis Jahresende anhaltendes Verbot, den Film ins Ausland zu exportieren, was dann auch die im Ausland kämpfenden britischen Soldaten betraf. Der große Erfolg in England zwang Churchill aber zur Aufhebung des Verbots, im Jahre 1945 konnte der Film endlich auch in den Vereinigten Staaten im Kino erscheinen. 1983 sowie 2011 wurde der Technicolor-Film jeweils in voller Länge restauriert, nachdem es in den ersten Jahrzehnten nach dem Krieg lange gängige Praxis war, den Film für Kinoaufführungen oder Fernsehausstrahlungen zu kürzen.

## Synchronisation
Die deutsche Synchronisation entstand im Jahre 1980 für eine Fernsehausstrahlung im ZDF. Obwohl durchaus bekannte Synchronsprecher an ihr beteiligt waren, ist die deutsche Synchronfassung sehr unvollständig. Während die Originalfassung eine Länge von 163 Minuten hat, wurde die deutsche Fassung auf 93 Minuten gekürzt.
| Rolle                                                 | Schauspieler     | Dt. Synchronstimme    |
| ----------------------------------------------------- | ---------------- | --------------------- |
| Major General Clive Wynne-Candy                       | Roger Livesey    | Hartmut Reck          |
| Theodor Kretschmar-Schuldorff                         | Adolf Wohlbrück  | Christian Rode        |
| Edith Hunter / Barbara Wynne / Angela „Johnny“ Cannon | Deborah Kerr     | Gisela Fritsch        |
| Ltd. „Spud“ Wilson                                    | James McKechnie  | Ulrich Gressieker     |
| Murdoch                                               | John Laurie      | Dieter Ranspach       |
| Colonel Betteridge, Vorgesetzter                      | Roland Culver    | Jürgen Thormann       |
| „Hoppy“ Hopwell                                       | David Hutcheson  | Heinz Palm            |
| Kaunitz, deutscher Propagandist                       | David Ward       | Arne Elsholtz         |
| Erzürnter Deutscher                                   | Jan van Loewen   | Manfred Grote         |
| „Babyface“ Fitzroy                                    | Frith Banbury    | Wolfgang Ziffer       |
| Botschafts-Sekretär                                   | Robert Harris    | Lothar Blumhagen      |
| Colonel Goodhead, britischer Militärattaché           | Eric Maturin     | Joachim Nottke        |
| Oberleutnant von Ritter                               | Albert Lieven    | Ivar Combrinck        |
| Oberleutnant von Reumann                              | Carl Jaffe       | Norbert Gescher       |
| Oberleutnant von Schönborn                            | Valentine Dyall  | Friedrich G. Beckhaus |
| Krankenschwester Erna                                 | Jane Millican    | Christel Merian       |
| Frau von Kalteneck                                    | Ursula Jeans     | Bettina Schön         |
| Tante Margaret                                        | Muriel Aked      | Lia Eibenschütz       |
| Oberschwester vom Roten Kreuz                         | Marjorie Gresley | Ursula Krieg          |
| Französische Nonne                                    | Yvonne Andre     | Cornelia Meinhardt    |
| Bischof                                               | Felix Aylmer     | Friedrich G. Beckhaus |
| Major Davies, Internierungslager-Leiter               | Harry Welchman   | Hermann Ebeling       |
| Immigrations-Offizier                                 | A. E. Matthews   | Michael Chevalier     |
| BBC-Programmvertreter                                 | Edward Cooper    | Klaus Miedel          |

## Auszeichnungen
The Life and Death of Colonel Blimp wurde vom US-amerikanischen National Board of Review unter die Top Ten Filme des Jahres 1945 gewählt (in den USA war der Film erst 1945 erschienen). Des Weiteren war der Film beim New York Film Critics Circle in den Kategorien Bester Film und Beste Hauptdarstellerin (Deborah Kerr) nominiert. Das British Film Institute wählte Colonel Blimp im Jahre 1999 auf Platz 45 der 100 besten britischen Filme des 20. Jahrhunderts. Eine Umfrage der britischen Filmzeitschrift Sight & Sound unter internationalen Filmkritikern wählte das Werk 2012 auf Platz 93 der besten Filme aller Zeiten.

## Rezeption
In Großbritannien war der Film auch in der Presse umstritten. Von links wie vom New Statesman gab es Kritik, dass der Film keine satirische Schärfe habe und David Lows Figur in dem „Technicolor-Zucker“ als sentimentaler alter Dummkopf unerkennbar sei. Der konservative Daily Mail war anderer Meinung und fand eher, der Film ginge in seiner Satire zu weit: „Britische Offiziere als blöd, selbstgefällig, selbstzufrieden und albern darzustellen mag legitime Komik in Friedenszeiten sein, aber es ist desaströs schlechte Propaganda in Kriegszeiten“.
Die härteste Kritik kam vom rechten Soziologen-Ehepaar E.W. und M.M. Robson, das den Film als „schändlichste Produktion“ eines britischen Filmstudios bezeichnete. Der Film sei der erste Schritt in Richtung eines Dritten Weltkriegs, da er die von Natur aus aggressiven Deutschen sympathisch darstelle. Die Robsons kontrastierten die Hauptfiguren miteinander und erklärten, dass „wenn ein Charakter ‚Sugar‘ Candy genannt wird und der andere Theo Kretschmar-Schuldorff“, deren Beziehung schon von vornherein klar sei: Clive sei als „großer, fetter Lollipop“ das Klischeebild eines „walross-schnauzbärtigen Engländers“, während Theo als „nobler, gutaussehender, ehrwürdiger, fähiger und weiser Deutscher“ gezeigt werde. Trotz der Kritik wurde der Film zu einem Publikumserfolg, wohl auch dank seines Humors und Werbungen wie „see the banned film“, die bewusst auf die Kontroverse anspielten.
Bosley Crowther schrieb für die New York Times am 30. März 1945, Leben und Sterben des Colonel Blimp sei  „so unverwechselbar ein britisches Produkt wie Yorkshire-Pudding“ und sei ebenso wie letzteres ein „köstlicher, ganz einzigartiger Genuss“. Roger Livesey sei eine „ideale Besetzung“ für die Titelrolle, Adolf Wohlbrück biete eine „absolut gewinnende Darstellung“ und Deborah Kerr stelle sich als „schöne und talentierte Schauspielerin“ heraus. Der Film würde manchmal, was bei zweieinhalb Stunden kein Wunder sei, ein paar Längen aufweisen, doch würden zahlreiche von Powell und Pressburgers „distinguierten Individualszenen“ dem Zuschauer lange in guter Erinnerung bleiben.
Der US-Filmkritiker Roger Ebert nahm Leben und Sterben des Colonel Blimp im Jahre 2002 in seine Liste der besten Filme auf. Eines der „vielen Wunder“ des Filmes sei, wie er die aufgeblasene Karikatur eines Colonels in eine der „liebenswertesten aller Filmfiguren“ verwandele. Es sei ein „ungewohnt zivilisierter Film über Krieg und Soldaten – und noch ungewöhnlicher, ein Film, der das Alte gegen das Junge verteidigt.“ Selten zeige ein Film einen solch nuancierten Blick über die ganze Lebensspanne eines Manneslebens.
„Es wird gesagt, dass das Kind der Vater des Mannes ist. Colonel Blimp macht Poesie daraus, was die Alten wissen aber die Jungen sich nicht vorstellen können: Der Mann enthält sowohl den Vater als auch das Kind.“
In Deutschland war Leben und Sterben des Colonel Blimp erstmals offiziell am 2. Dezember 1980 im ZDF in der gekürzten deutschen Synchronfassung zu sehen. In Deutschland scheint die Aufmerksamkeit für den Film in den 2010er-Jahren aber zugenommen zu haben, wie beispielsweise die Präsentation auf der Berlinale 2012 und die Veröffentlichungen auf Blu-Ray und DVD bei Koch Media zeigen. Der Film-dienst besprach den Film 2013 anlässlich der neuen DVD-Veröffentlichung positiv; er sei ein „groß angelegter, zutiefst humanistischer filmischer Roman“, der vor allem durch eine „Überfülle an erzählerischen Finessen“ begeistere.